# 勐约乡
勐约乡，是中华人民共和国云南省德宏傣族景颇族自治州陇川县下辖的一个乡镇级行政单位。

## 行政区划
勐约乡下辖以下地区：
营盘村、广瓦村、邦中村、邦瓦村和瓦幕村。